# Пенмайнмаур
Пенмайнма̀ур (на уелски: Penmaenmawr) е град в Северен Уелс, графство Конуи. Разположен е на брега на Ирландско море на около 60 km западно от английския град Ливърпул. На 5 km на изток от Пенмайнмаур по крайбрежието е административния център на графството Конуи, а на запад също по крайбрежието на 12 km е уелският град Бангор. Има жп гара и малко пристанище. Морски курорт. Населението му е около 2500 жители според данни от преброяването през 2001 г.